# 古河結子
古河 結子（こが ゆいこ、1988年1月20日 - ）は日本のタレント。東京都出身。株式会社ジャックポットに所属していたが現在はフリー。
「劇団女神座」を中心に、舞台女優として活動していた。劇団女神座での初出演となった「INNOCENT SURVIVØR」（イノセントサバイバー）で上海役を務めたため、同劇の千秋楽を終えてからも、その時の共演者やファンから上海という愛称で呼ばれることがある。
2002年の日韓共催ワールドカップ以来サッカードイツ代表の大ファンで、ワールドカップ出場のドイツ代表を応援することはもとより、2010年6月には公式ブログ「ﾟ*｡☆あのこがゆいこ☆｡*ﾟ」をワールドカップ開催期間限定仕様「ﾟ*｡☆ドイツがゆいこ☆｡*ﾟ」に変えたり、ドイツの国旗をモチーフにしたリボンやスカートを自作したり、「Ich liebe ♥ Deutschland」（ドイツ語で「ドイツ♥愛してる」の意）と書かれた画像をアップしたりするなど、ドイツ愛の披瀝を惜しまない。
2013年7月13日、神保町花月×シアター情報誌「Confetti」創刊100号記念特別企画「エチュ1グランプリ」で、カンフェティ選抜俳優ＭＶＰを獲得。
2013年12月、女神座ATHENAを退団。

## 出演

### 映画
- ラブ★コン（松竹、2006年）- 部活生徒 役

### 舞台
- INNOCENT SURVIVØR[リンク切れ]（劇団女神座、2009年）- 上海 役
- ももいろナースステーション[リンク切れ]（劇団女神座、2009年）- 外科医・久谷大五郎 役
- ONEICHAN'S ELEVEN オネーチャンズ11[リンク切れ]（劇団女神座、2010年）- 大泥棒・石ノ川五右衛門子 役
- ONEICHAN'S TWELVE～DEAD MAN'S CHEST～[リンク切れ]（劇団女神座、2010年）- 大泥棒・石ノ川五右衛門子 役
- ひまわり畑と提灯とアイツ。[リンク切れ]（劇団女神座、2010年）- 民宿の叔父 役
- DANGEROUS CUTIE[リンク切れ]（劇団女神座、2011年）- ビル・ドイツ 役
- おくられびと（K.B.S.Project、2011年）- ヨミ子 役
- 大泥棒 石川幸子[リンク切れ]（劇団女神座、2011年）- 石川幸子(石ノ川五右衛門子) 役(主演)
- ハッピーゴー アンラッキー（アリスインプロジェクト、2011年）- 古春花子 役
- 冬椿（女神座ATHENA、2011年）- 織田信長 役（女神座ATHENA、2012年）
- ぱぢゃまdeおじゃま？〜香洲女子寮物語〜（女神座ATHENA、2012年）- 副寮長・関羽流 役
- SING！（K.B.S.Project、2012年）-殿内蘭 役
- 宙☆ING（K.B.S.Project、2013年）-トバヘン・ナー、ガスト 役

### Web
- コスプレックス☆ - 『コードギアス 反逆のルルーシュ』カレン・シュタットフェルトのコスプレ、2010年12月から2011年3月まで公開されていた